# Rombo
El rombo es un paralelogramo cuyos cuatro lados son de igual longitud. Otro nombre es cuadrilátero equilátero, ya que equilátero significa que todos sus lados son iguales en longitud. El rombo a menudo se llama diamante, por el palo diamantes de los naipes que se parece a la proyección de un diamante octaédrico, aunque el primero a veces se refiere específicamente a un rombo con un ángulo de 60° (que algunos autores llaman un calisson por el dulce francés), y este último a veces se refiere específicamente a un rombo con un ángulo de 45°. 

## Definición
Un rombo es cualquier paralelogramo que posee sus cuatro lados iguales.
Un cuadrilátero simple (no autointersecante) es un rombo si y solo si cumple cualquiera de las condiciones siguientes:
- Es un paralelogramo en el que una diagonal biseca a un ángulo interior
- Es un paralelogramo en el que al menos dos lados consecutivos tienen la misma longitud
- Es un paralelogramo en el que las diagonales son perpendiculares (es decir, es un paralelogramo ortodiagonal)
- Es un cuadrilátero con cuatro lados de igual longitud (por definición)
- Es un cuadrilátero en el que las diagonales son perpendiculares y se bisecan entre sí
- Es un cuadrilátero en el que cada diagonal biseca dos ángulos interiores opuestos
- Es un cuadrilátero ABCD que posee un punto P en su plano tal que los cuatro triángulos ABP, BCP, CDP y DAP son todos congruentes[4]
- Es un cuadrilátero ABCD en el que los incírculos de los triángulos ABC, BCD, CDA y DAB tienen un punto común[5]

Así mismo, un rombo con un ángulo interior recto se llama cuadrado.

## Historia
La palabra rombo aparece en la geometría en razón de que esta es la forma que adopta la sección de un huso lleno de hilo. En los Elementos de Euclides, el vocablo rombo apenas es definido, y no se desarrollan sus propiedades. Esta palabra se presenta en las obras de los matemáticos Herón de Alejandría y Papo de Alejandría.

## Elementos y medidas
En un rombo podemos distinguir los siguientes elementos y sus medidas:
- El lado {\displaystyle l}:

{\displaystyle l={\overline {AB}}={\overline {BC}}={\overline {CD}}={\overline {DA}}}
- Las diagonales: D y d:

{\displaystyle D=D_{1}={\overline {AC}}}
{\displaystyle d=D_{2}={\overline {BD}}}
- La altura h:

{\displaystyle h={\overline {EG}}={\overline {FH}}}

## Propiedades

### Teoremas
1. Las diagonales del rombo se cortan en ángulo recto.
2. Las diagonales del rombo son bisectrices de sus ángulos.[9]
3. Los ejes de una elipse son las diagonales de un rombo inscrito en dicha elipse. Los centros de ambas figuras coinciden.

Propiedades del rombo deducibles a partir de la definición
- Las diagonales son ejes de simetría.
  - Los ángulos opuestos son iguales y son suplementarios con el resto.
  - El punto de intersección de las diagonales es el incentro del rombo y divide a estas en partes iguales.
  - Las dos alturas de un rombo tienen la misma longitud que el diámetro de su circunferencia inscrita y, por tanto, el radio es mitad de la altura.
  - Si se unen los puntos medios H, I, J, K de los lados de un rombo con segmentos, resulta de la reunión de tales segmentos un rectángulo.[13]
  - Si se inscriben en los cuatro triángulos determinados por las diagonales, sendas circunferencias, cada una de estas es tangente, exactamente, a otras dos de ellas. Los cuatro centros de estas circunferencias determinan los vértices de un cuadrado.

El radio es {\displaystyle r={\frac {D_{1}D_{2}}{2(2l+D_{1}+D_{2})}}}. El lado del cuadrado con vértices en los centros es 2r.
- El polígono dual de un rombo es un rectángulo.
- El rombo es una figura que goza de simetría central, siendo el centro de simetría el punto de intersección de las diagonales de dicho cuadrilátero.

## Área
Hay diversas maneras de calcular el área del rombo:
- El área del rombo es igual al semiproducto de sus diagonales (diagonal mayor y diagonal menor):[15]

| {\displaystyle A={\cfrac {D_{1}\cdot D_{2}}{2}}} |
| Viendo el triángulo OBC, rectángulo en O, su área es: {\displaystyle A_{t}={\cfrac {{\overline {CO}}\cdot {\overline {OB}}}{2}}} El rombo está formado por cuatro triángulos iguales: {\displaystyle A_{r}=4\cdot A_{t}=4\;{\cfrac {{\overline {CO}}\cdot {\overline {OB}}}{2}}={\cfrac {2\;{\overline {CO}}\cdot 2\;{\overline {OB}}}{2}}} Con lo que tenemos el área del rombo como el producto de sus dos diagonales dividido entre dos. |

- El área también es igual al producto de la longitud de un lado por la distancia al lado opuesto de aquel.

{\displaystyle A={\overline {CD}}\cdot {\overline {PB}}=l\cdot h}
siendo l el lado del rombo; h la distancia de un lado al lado paralelo del rombo.
- El área del rombo es igual al producto entre dos lados y el seno del ángulo comprendido entre estos.

| {\displaystyle A=l^{2}\cdot \sin \alpha } |
| Partiendo del triángulo PBC rectángulo en P, siendo BC la hipotenusa y PB la altura del rombo, tenemos que: {\displaystyle {\overline {PB}}={\overline {CB}}\cdot \sin \alpha } Equivalente a: {\displaystyle h=l\cdot \sin \alpha } Con lo que queda determinada el área del rombo: {\displaystyle A=l\cdot h=l\cdot l\cdot \sin \alpha =l^{2}\cdot \sin \alpha } |

- El área del rombo es igual al producto de su semiperímetro {\displaystyle s} y del radio {\displaystyle R} de la circunferencia inscrita en él: {\displaystyle A=s\cdot R}.[16]

## Simetría

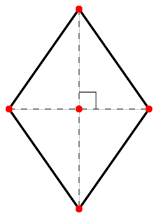
Visualización del rombo como un bloque de triángulos rectángulos simétricos (con área K), dados por las diagonales (p y q).

1. Las diagonales del rombo son ejes de simetría axial de los puntos del rombo.
2. La intersección de las diagonales es el centro de simetría central de los puntos del rombo.[17]

## Otras propiedades
- Uno de los cinco tipos de teselados 2D es el enrejado rómbico, también llamado teselado rectangular centrado.
- Rombos idénticos pueden enlosar el plano 2D de tres formas diferentes, incluido, para el rombo de 60°, el teselado rómbico.

| Como teselados cuadrados topológicamente | Como teselados cuadrados topológicamente | Como teselado rómbico de 30-60 grados |
| ---------------------------------------- | ---------------------------------------- | ------------------------------------- |
|                                          |                                          |                                       |

- Los análogos tridimensionales de un rombo incluyen la bipirámide y el bicono.
- Varios poliedros tienen caras rómbicas, como el rombododecaedro y el dodecaedro trapezo-rómbico.

| Poliedros isoedrales | Poliedros isoedrales    | Poliedros no isoedrales | Poliedros no isoedrales | Poliedros no isoedrales |
| Rombos idénticos     | Rombos áureos idénticos | Rombos áureos idénticos | Dos tipos de rombos     | Tres tipos de rombos    |
| -------------------- | ----------------------- | ----------------------- | ----------------------- | ----------------------- |
|                      |                         |                         |                         |                         |
| Rombododecaedro      | Triacontaedro rómbico   | Icosaedro rómbico       | Eneacontaedro rómbico   | Romboedro               |

### Como las caras de un poliedro
Un romboedro (también llamado hexaedro rómbico) es una figura tridimensional como un ortoedro (también llamado paralelepípedo rectangular), excepto en que sus 3 pares de caras paralelas son hasta 3 tipos de rombos en lugar de rectángulos.
El rombododecaedro es un politopo convexo con 12 rombos congruentes que forman sus caras.
El triacontaedro rómbico es un politopo convexo con 30 rombos áureos (rombos cuyas diagonales tienen como relación de sus longitudes el número áureo) como caras.
El gran triacontaedro rómbico es un poliedro isoedral e isotoxal no convexo con 30 caras rómbicas que se cruzan.
El hexacontaedro rómbico es una estelación del triacontaedro rómbico. Es una figura no convexa con 60 caras en forma de rombo áureo con simetría icosaédrica.
El eneacontaedro rómbico es un poliedro compuesto por 90 caras rómbicas, con tres, cinco o seis rombos reunidos en cada vértice. Tiene 60 rombos anchos y 30 delgados.
El dodecaedro trapezo-rómbico es un poliedro convexo con 6 caras rómbicas y 6 trapeciales.
El icosaedro rómbico es un poliedro compuesto por 20 caras rómbicas, de las cuales tres, cuatro o cinco se encuentran en cada vértice. Tiene 10 caras en el eje polar, y 10 caras alrededor de los planos ecuatoriales de la figura.

## El rombo en logotipos comerciales y otros usos
- El logotipo de Mitsubishi consiste en tres rombos unidos a un punto común.
- La marca de los autmóviles Renault lleva un rombo sin puntas, pero el centro del logotipo está formado también por un rombo.
- En la Televisión Española se indicaba con uno o dos rombos que el programa que empezaba no era apto para menores de 14 o 21 años, respectivamente. Los rombos aparecían durante unos segundos en la esquina superior derecha de la pantalla. La práctica se mantuvo entre 1962 y 1985 (véase Código de regulación de contenidos por rombos).
- También hay que mencionar que esta es la figura que forma las 9 lunetas del logotipo del Canal 9.
- Las pastillas Juanola tienen una reconocible forma romboidal que durante años también fue utilizado para el diseño de su caja contenedora.
- En el juego de naipes, algunas cartas se llaman diamantes, que no son sino figuras en forma de rombo en esquinas opuestas de la correspondiente carta.
- Hay una novela de Europa oriental, que lleva por título Los aviones avanzan en rombo.
- El rombo se puede observar y reflejar por ejemplo en algo sencillo como lo es una cometa o aún una lámpara.
- Sobre las puertas de madera se tallan, encima de las planchas entre los marcos, rombos sobresalientes.